# Blame It on the Summer
Blame It on the Summer – singel Basi z 2009 roku, pochodzący z jej albumu It’s That Girl Again. Jest to utwór utrzymany w stylistyce bossa novy, którego autorami są Basia Trzetrzelewska, Danny White oraz Andy Ross, a który wyprodukowali Danny i Basia. W Stanach Zjednoczonych promował płytę It’s That Girl Again jako pierwszy, a w Polsce jako drugi, po wydanym wcześniej „A Gift”.
Piosenka dotarła do miejsca 1. na Liście Przebojów Marka Niedźwieckiego, miejsca 8. listy „Trójki” oraz 23. miejsca na liście przebojów Radio PiK.

## Lista ścieżek
- Download/Streaming[4]

1. „Blame It on the Summer” – 4:28

## Pozycje na listach
| Kraj              | Lista             | Najwyższa pozycja |
| ----------------- | ----------------- | ----------------- |
| Stany Zjednoczone | Smooth Jazz Songs | 12                |